# Alexander Khvostenko-Khvostov
Alexander (Oleksandr) Khvostenko dit Khvostov ou Khvostenko-Khvostov (en ukrainien : Олександр Веніамінович Хвостенко-Хвостов), né le 17 avril 1895 près de Belgorod en Russie, mort le 16 décembre 1968 à Kiev, est un artiste de l'avant-garde russe, de l'avant-garde ukrainienne, du constructivisme russe, et scénographe.

## Biographie
Alexander Khvostenko naît dans le village de Borisovka, actuellement inclus dans l'oblast de Belgorod en Russie, le 17 avril (4 avril en julien) 1895.
De 1907 à 1917, Alexander Khvostenko effectue des études artistiques à l'École de peinture, de sculpture et d'architecture de Moscou (MUZHZV), et dans l'atelier du peintre Constantin Korovine. En 1917, il devient membre de l'Union professionnelle des artistes de Moscou à Moscou avec Kazimir Malevich, Aleksandra Ekster, Vadym Meller et Vladimir Tatlin. En 1916 et 1917 il collabore à la revue satirique Budilnik. Il étudie ensuite, de 1918 à 1919, dans l'atelier d'Aleksandra Ekster à Kiev, en Ukraine.
Il choisit Khvostov comme pseudonyme.
De 1920 à 1921, Khvostenko-Khvostov conçoit des affiches et des panneaux publicitaires. Il produit des décorations de vitrines pour la Rosta en Ukraine avec Ermilov et Tychler. Après 1920, il réalise de nombreux projets de décors artistiques pour les ballets et les opéras à Kharkiv et à Kiev, principalement dans le style constructiviste : Mysterium Buffo de Maïakovsky en 1921, avec Malévitch Le Pavot rouge de Glière en 1929 et en 1949, Galko de Moniuchko.
En 1926, Alexander Khvostenko-Khvostov participe à la production de l'Amour pour les trois oranges, de Prokofiev, à Kharkiv ; c'est là un de ses projets les plus novateurs, mais il n'a pas été exécuté. En 1927, il participe à l'exposition panukrainienne des dix ans d'octobre avec les artistes Alexander Bogomazov, Vadym Meller, Vladimir Tatlin, Victor Palmov, Anatol Petrytsky, Mark Epshtein.
Selon Valentine Marcadé, c'est un artiste moins connu que Vadim Meller ou qu'Anatol Petrytsky, mais il est plus novateur et plus audacieux dans sa recherche artistique de formes picturales, se basant sur une approche purement esthétique.
Alexander Khvostenko-Khvostov meurt le 16 décembre 1968 à Kiev.